# Statens arkitekturkommission
Statens arkitekturkommission är i Finland ett sakkunnigorgan som lyder under undervisningsministeriet och ingår i Statens konstkommission.
Statens arkitekturkommission delar ut konstnärsstipendier och ett årligt statspris för byggnadskonst. Kommissionen har också uppgjort ett arkitekturpolitiskt program, som antagits av statsrådet (regeringen) 1998 och som ställt upp mål för statsmaktens åtgärder för att främja arkitekturen.